# Petrus Theodorus Couperus
Petrus Theodorus Couperus (Leeuwarden, gedoopt 17 juni 1722 - Gouda, 18 maart 1799) was een Nederlandse predikant en regent te Gouda.

## Leven en werk
Couperus was een lid van de familie Couperus en een zoon van de burgerhopman Lucas Couperus. Hij studeerde theologie aan de Universiteit van Franeker en promoveerde aldaar in 1743. Op 15 november 1744 werd hij bevestigd als predikant van Woudsend. Na ruim twintig jaar naam hij een beroep aan naar Gouda en werd aldaar bevestigd als predikant op 2 juni 1765. Hij was tijdens zijn predikantschap in Woudsend nog een jaar legerpredikant van 1745 tot 1746. Op 21 mei 1784 werd hij lid van de Hollandsche maatschappij der wetenschappen. Couperus stond bekend om zijn verlichte denkbeelden en was patriottisch gezind. Hij vervulde ook enkele regentenfuncties in Gouda. Zo was hij was hij librijemeester en scholarch (schoolopziener). Tijdens zijn predikantschap in Gouda kwam hij in aanvaring met zijn orangistische collega Dirk Johannes Metske. Deze verzette zich fel tegen de mogelijke terugkeer van Couperus in 1787/1788, nadat deze Gouda had verlaten vlak voordat de onlusten in september 1787 uitbraken. De magistraat van Gouda ging echter akkoord met zijn terugkeer op voorwaarde, dat hij in het openbaar vanaf de kansel zijn steun aan de stadhouder zou betuigen.
Couperus is drie maal getrouwd geweest. Hij was weduwnaar van Anna Maria Elcoma en van Elisabeth Muileman toen hij op 22 april 1781 in Gouda trouwde met de weduwe van Bartolomeus de Moor van Immerzeel, Huberta Catharina van Eijck, dochter van de invloedrijke burgemeester van Gouda Vincent van Eijck. Couperus overleed in maart 1799 te Gouda op 77-jarige leeftijd. Zijn zoon Jan was onder meer baljuw van Gouda en griffier van het Wetgevend Lichaam.

## Vriendschap met Betje Wolf
Couperus en Bartolomeus de Moor van Immerzeel, burgemeester van Gouda, waren evenals hun beider echtgenote Huberta Catharina van Eijck bevriend met de schrijfster Betje Wolff. Raadwijk, het buiten van De Moor bij Alphen aan den Rijn, dat na zijn overlijden in het bezit kwam van Couperus, kreeg zijn naam na een correspondentie met Betje Wolff. De Moor schreef: "Betje lief zie tog of uw vindingrijke geest niets kan uitvinden om te plaatsen voor mijne Eremitage of het zal nog op Raadwijk uitdraaijen".

## Vriendschap met Jacob Gerard Staringh
Couperus was eveneens bevriend met de predikant van Gouderak, Jacob Gerard Staringh. Net als Staringh was hij geïnteresseerd in de ontwikkeling van de landbouwkunde. Beiden waren lid van de Oeconomische Tak van Hollandsche maatschappij der wetenschappen. Op zijn buiten Raadwijk experimenteerde Couperus met de teelt van nieuwe gewassen. Dat wekte ook de interesse van Staringhs neef, de schrijver en landbouwkundige Anthony Christiaan Winand Staring. Tijdens de onlusten in 1787 woonde Couperus juist een vergadering van de Oeconomische Tak in Haarlem bij. Het duurde tot eind 1788 voor hij kon terugkeren naar Gouda.
- Biografisch Portaal: 01011241
- International Standard Name Identifier: 0000 0003 9303 0921
- Nederlandse Thesaurus van Auteursnamen: 068025394
- Virtual International Authority File: 287196587
- WorldCat: E39PBJj8WwqtfpVfTGm4J8gdwC